# Гільдегарда Баварська
Гільдегарда Баварська (нім. Hildegard von Bayern), повне ім'я Гільдеґарда Луїза Шарлотта Терезія Фредеріка Баварська (нім. Hildegard Luise Charlotte Theresia Friederike von Bayern, 10 червня 1825 — 2 квітня 1864) — баварська принцеса з династії Віттельсбахів, донька короля Баварії Людвига I та принцеси Саксен-Гільдбурггаузенської Терези, дружина герцога Тешинського Альбрехта.

## Біографія
Гільдегарда народилась 10 червня 1825 року в Вюрцбурзі, де знаходилась резиденція її батька, кронпринца Людвига Баварського. Вона була сьомою дитиною і четвертою донькою в його родині із Терезою Саксен-Гільдбурггаузенською. В сім'ї вже виховувались старші діти: сини Максиміліан, Отто та Луїтпольд і доньки Матильда Кароліна та Альдегунда. Ще одна донька, Теоделінда, померла немовлям, до появи на світ Гільдегарди.
Баварією в той час правив її дід Максиміліан I. За чотири місяці після народження Гільдеґарди він помер, і королем став її батько Людвіг.
У віці 19 років принцеса взяла шлюб із 26-річним ерцгерцогом Австрійським Альбрехтом, сином герцога Тешинського Карла Людвіга. Наречений був вояком австрійської армії, ще до весілля отримав чин фельдмаршал-лейтенанта. Церемонія одруження відбулася 1 травня 1844 року в Мюнхені. У подружжя було троє дітей. 
15 січня 1845 року Альбрехт був призначений командуючим військами Верхньої та Нижньої Австрії, а також Зальцбургу. 1847 року чоловік успадкував герцогство Тешинське. Наступного року, під час революційних подій, він вирушив добровольцем у австрійські володіння в Італії, де взяв участь у поході Йозефа Радецького.
Після народження молодшою доньки, Гільдегарда, попри тривале лікування, більше не змогла мати дітей.
Померла герцогиня, застудившись на похованні свого брата Максиміліана. Померла Гільдеґарда менш, ніж за місяць після нього. Похована у Капуцинеркірхе.

## Родина

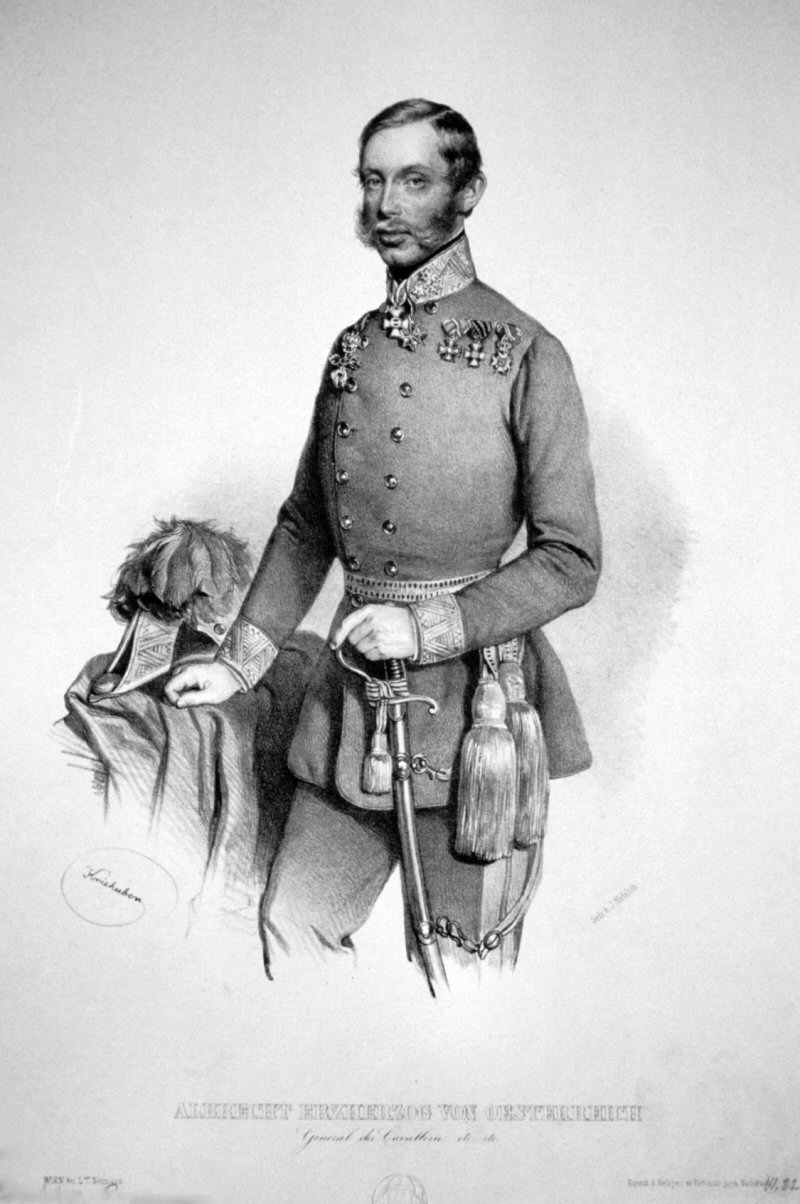
Альбрехт Австрійський

Чоловік — Альбрехт, ерцгерцог Австрійський
Діти:
- Марія Тереза (1845—1927) — дружина Філіпа Вюртемберзького, мала трьох синів і двох доньок;
- Карл (1847—1848) — помер немовлям;
- Матильда (1849—1867) — була заручена із Умберто Савойським, загинула від нещасного випадку в 18 років від цигарки, що потрапила на сукню, просякнуту легкозаймистою речовиною.